# 大叻大学

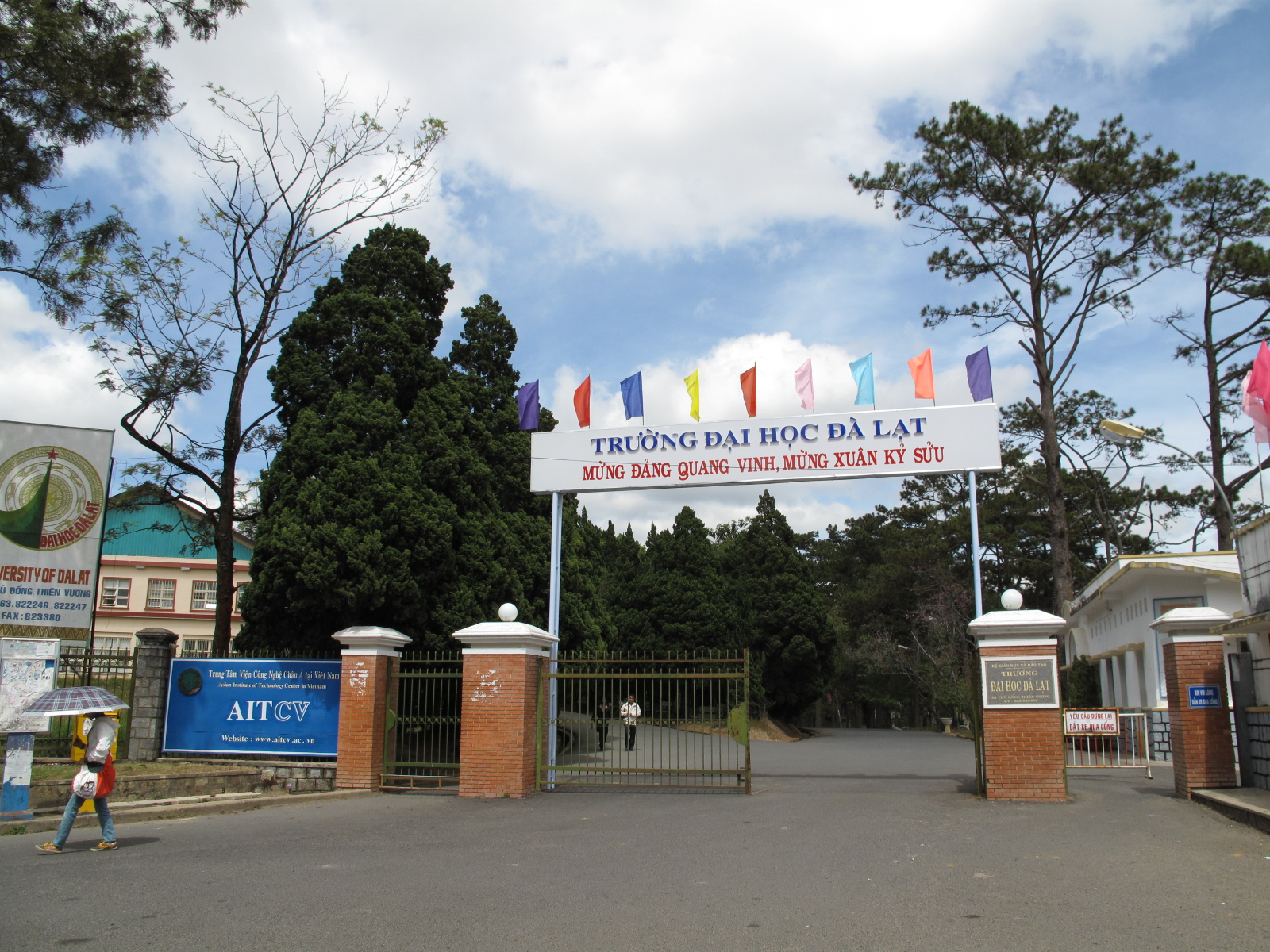
大叻大学

大叻大学（越南语：Đại học Đà Lạt）是一所位于越南西原地区林同省大叻市的全日制公立本科大学。

## 历史沿革
该校的历史可以追溯到1957年由越南共和国的天主教委员会成立的大叻大学院，为西原地区重要的教育中心之一。1975年4月30日，越南共和国覆亡后，大叻大学院被越南社会主义共和国政府收归公有，并更名为大叻大学，但新成立的大叻大学仍然位于原大叻大学院的校址上。1994年以后，大叻大学成为越南的地区性综合大学。

## 各系
- 历史
- 文学
- 生物学
- 数学与情报学
- 信息技术
- 工商管理
- 化学
- 地理
- 法律
- 外语